# 하노이 한나
찐 티 응오(vi; 1931년 ~ 2016년 9월 30일), 투 흐엉과 하노이 한나로도 알려진 그녀는 베트남 전쟁 당시 미국 군대를 대상으로 베트남 민주공화국을 위해 영어 방송을 진행한 것으로 가장 잘 알려진 베트남의 라디오 진행자였다.

## 어린 시절
응오는 1931년 하노이에서 태어났다. 그녀의 아버지 찐 딘 낀은 프랑스령 인도차이나에서 가장 큰 유리 공장을 소유했던 성공적인 사업가였다. 그녀는 나중에 바람과 함께 사라지다와 같은 자신이 좋아하는 영화를 자막 없이 보고 싶다는 열망 때문에 영어를 배우는 데 열심이었다고 말했다. 그녀의 가족은 그녀에게 영어 개인 교습을 제공했다. 1955년, 24세의 나이에 그녀는 베트남의 소리 라디오 방송국에 합류하여 아시아의 영어권 국가 청취자들을 대상으로 한 영어 뉴스 방송을 읽도록 선택되었다. 방송국에서 그녀의 개인 교사이자 멘토 중 한 명은 호주 언론인 윌프레드 버쳇이었다. 이 시기에 그녀는 베트남어가 아닌 청취자들에게 더 쉽고 짧다는 이유로 "가을 향기"를 의미하는 투 흐엉이라는 별명을 사용했다.

## 경력
베트남 전쟁 동안 응오는 하노이 라디오의 선전 방송으로 미군 병사들 사이에서 유명해졌다. 응오는 베트남 인민군과 함께 대본을 작성한 다음 영어로 번역했다. 이 방송은 병사들을 겁주고 창피하게 만들어 그들의 보직을 떠나게 할 목적으로 만들어졌다. 그녀는 하루에 세 번 방송을 진행하며 새로 사망하거나 투옥된 미국인들의 명단을 읽고, 향수와 향수병을 불러일으키기 위해 인기 있는 미국 반전 노래를 틀어 베트남 전쟁에 대한 미국의 개입이 부당하고 부도덕하다고 GI들을 설득하려고 시도했다. 미 해군 함정과 인원도 그녀의 방송 대상이었으며, 응오는 승무원들의 이름을 읽고 그들이 모두 죽을 것이라고 말했다. 그녀는 또한 전쟁에 반대하는 미국인들로부터 녹음된 메시지를 받아 틀었으며, 나중에 이 메시지들이 가장 효과적이라고 생각했다고 말했다. 그 이유는 "미국인들은 적보다 자국민을 더 믿을 것이기 때문"이었다.
1966년 1월 톰 타이드가 작성한 신문기업연합 기사는 프로그램을 다음과 같이 묘사했다.
해나의 쇼는 항상 똑같다. 뉴스 다음에는 미국의 전쟁 확대를 비난하는 사설이 나온다. 다음에는 귀를 뚫는 듯한 아시아인 소프라노의 녹음이 나온다. 다음에는 '메일백 타임'('진실을 위해 우리에게 편지를 보내세요, 친구들').
그녀의 전형적인 방송 중 하나는 다음과 같이 시작되었다.
잘 지내시나요, GI 조? 여러분 대부분은 전쟁의 진행 상황에 대해 잘 모르고 있는 것 같습니다. 이곳에 왜 왔는지 정확한 설명은 말할 것도 없고요. 무엇이 진행되고 있는지 아주 희미한 생각조차 없이 전쟁에 투입되어 죽거나 평생 불구로 살도록 명령받는 것보다 더 혼란스러운 것은 없습니다.
그녀의 작업으로 인해 탈영이 거의 없었거나 전혀 없었던 것으로 생각되며 병사들은 "그녀의 협박 전술을 비웃었다". 그러나 그녀가 부대의 정확한 위치를 언급하거나(그때는 "그녀에게 건배하고 라디오에 맥주 캔을 던졌다"), 미군 사상자를 명명하고 해군 함선이 정확한 도착 세부 사항과 승무원 이름을 가지고 입항하는 것을 환영했을 때 병사들은 감명받기도 했다. 그녀의 전지전능함에 대한 과장된 전설이 있었고, 그녀가 특정 미래 PAVN 공격부터 집에서 바람을 피우는 병사들의 여자친구에 이르기까지 모든 것에 대한 단서를 제공할 것이라는 소문이 돌았다. 실제로 그녀의 정보 대부분은 미군 신문인 스타스 앤 스트라이프스와 같은 출판물에서 나왔다.
베트남 주둔 미군이 미군 방송국의 속보를 불신하고, 미국으로부터 정보를 얻기 위해 응오의 속보를 들었다는 주장이 제기되었다. 종군 기자 돈 노스에 따르면:
검열, 삭제, 과장이라는 타조 같은 정책으로 진실을 왜곡함으로써 미군 방송국은 많은 GI들이 적의 선전에 가장 고립되고 취약할 때 그들의 신뢰를 잃었다. 하노이 해나가 항상 진실을 말한 것은 아니었다. 하지만 그녀는 진실을 말하고 미군 방송국이 그것을 얼버무릴 때 가장 효과적이었다.
응오의 방송은 총 8년 동안 계속되었으며, 마지막 방송은 대부분의 미군이 철수하던 1973년에 방영되었다. 그녀는 나중에 진행된 인터뷰에서 대본의 목적에 동의했으며 결코 그것에서 벗어나지 않았다고 일관되게 말했다. 그녀는 미국이 베트남에 군대를 파견해서는 안 되며, 베트남이 스스로 상황을 해결하도록 허용해야 한다고 믿었다.

## 말년
1975년 전쟁이 끝난 후 응오는 남편과 함께 호찌민시로 이주했다. 그녀는 호찌민시 텔레비전에서 일자리를 제안받았다. 그녀는 2016년 9월 30일 호찌민시에서 85세의 나이로 사망했다.

## 같이 보기
- 바그다드 밥
- 액시스 샐리
- 가와시마 요시코
- 로드 호호
- 평양 샐리
- 도쿄 로즈
- 서울시티 수
- 시스터 메리

## 더 읽어보기
- North, Don (1991). 《하노이 해나를 찾아서》. 투손, 애리조나: Viet Nam Generation, Inc. 2002년 1월 28일에 원본 문서에서 보존된 문서. 2002년 1월 28일에 확인함.